# الدوري الهولندي الدرجة الثانية 1963–64
الدوري الهولندي الدرجة الثانية 1963–64 (بالهولندية: Tweede divisie 1963/64)‏ هو موسم من الدوري الهولندي الدرجة الثانية. فاز فيه إن إي سي نيميخن.